# Trilogie de la mort (Pasolini)
Pour les articles homonymes, voir Trilogie de la mort.

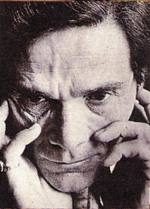
Pier Paolo Pasolini.

La trilogie de la mort (Trilogia della morte) ou triptyque de la mort (Trittico della morte) est un cycle incomplet de films conçu par le réalisateur Pier Paolo Pasolini. Un seul film a vu le jour : Salò ou les 120 Journées de Sodome, tourné en 1975 et sorti en 1976, un an après la mort du réalisateur. Elle succède à la « trilogie de la vie » dans la filmographie de Pasolini, qui comprend Le Décaméron, Les Contes de Canterbury et Les Mille et Une Nuits. Alors que la Trilogie de la vie célèbre l'exaltation de la vie, de l'être humain, et que le sexe est représenté sous l'angle de la fable de la pureté adolescente, la Trilogie de la mort a pour thème la mort, la douleur physique et psychologique de l'être humain, et le sexe est considéré comme un comportement pervers, qui n'est pas sans rappeler l'exercice aberrant du pouvoir.
Comme dans le triptyque précédent, Pasolini s'est inspiré, pour l'écriture de ses films, de romans et de récits de grands écrivains, souvent condamnés et faisant l'objet de nombreuses discussions et polémiques à leur époque. Pour Salò, il a choisi d'intégrer au scénario diverses nouvelles et extraits de romans tirés des œuvres majeures du Marquis De Sade (le titre du film est d'ailleurs inspiré des 120 journées de Sodome, écrites par Sade en 1785).

## Salò ou les 120 Journées de Sodome

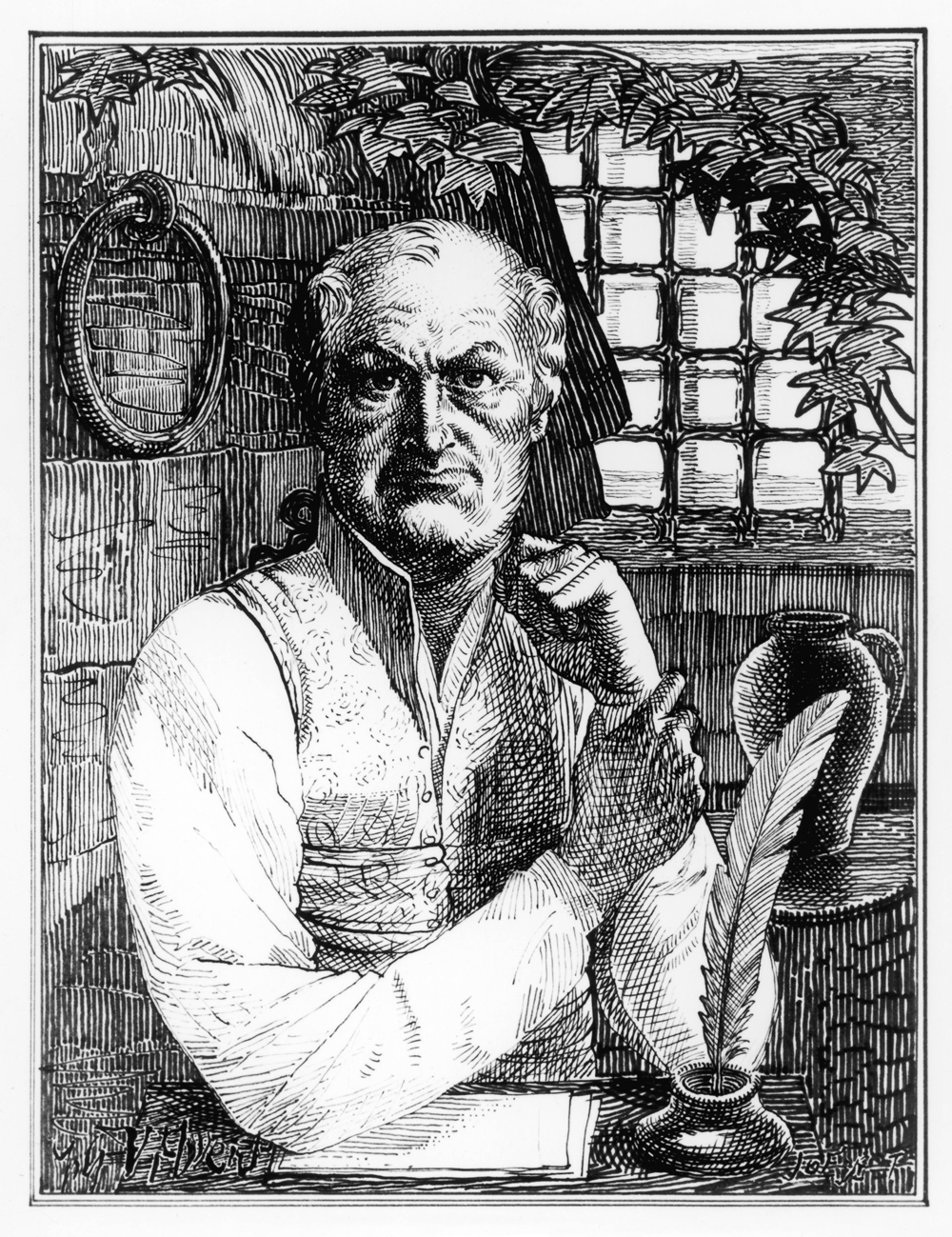
Représentation fantaisiste du Marquis de Sade pendant son emprisonnement au donjon de Vincennes.

Le film, tourné en 1975, au lieu de se dérouler au XVIIIe siècle comme dans l'œuvre originale, se passe pendant la Seconde Guerre mondiale, dans la République de Salò. Il a pour protagonistes quatre nobles fascistes et nazis. Les « Seigneurs » autoproclamés capturent un grand nombre de jeunes garçons et filles âgés de 16 à 19 ans, tous issus de familles pauvres, et les rassemblent dans une immense villa. Là, les Seigneurs, après avoir rédigé et signé un règlement strict, retiendront les victimes en otage, les soumettant à une torture psychologique au moyen des récits érotiques d'une ancienne prostituée, afin que les jeunes puissent simuler des orgasmes et avoir ainsi des relations avec les Seigneurs. Par la suite, les règles deviennent plus cruelles et impitoyables et les Seigneurs obligent les victimes à manger leurs excréments pour éprouver du plaisir sexuel, à se marier avec les nobles et même entre elles. Le film se termine par la mutilation physique de chacune des victimes par les Seigneurs, tandis que l'un d'entre eux observe la scène d'une fenêtre en ricanant.
Le chiffre « quatre » est très fréquent dans le film : en effet, les protagonistes Son Excellence, le Duc, le Monseigneur et le Président représentent les quatre pouvoirs ; les épisodes Antinferno (le « Vestibule de l'enfer »), Girone delle manie (le « Cercle des passions »), Girone della merda (le « Cercle de la merde ») et Girone del sangue (le « Cercle du sang ») sont liés aux cercles de l'enfer de Dante, et ces quatre soldats proxénètes et prostitués encadrent également les quatre épisodes du film.
Le film, très différent de ceux de la Trilogie de la vie et de tous les autres, dénonce la violence sexuelle contre les hommes et les femmes, offrant un portrait horrible et macabre de la « pitié du sexe et du corps » aux plus puissants qui en font l'objet d'un divertissement pervers et vicieux. Lors de sa sortie, le film a été saisi pour attentat à la pudeur, et ce n'est qu'en 2003 qu'il a été commercialisé en Italie en DVD avec une interdiction de visionnage aux moins de 18 ans.

## Porno-Théo-Kolossal
Le projet avait déjà été envisagé par Pasolini dans la seconde moitié des années 1960, mais a été abandonné en raison de la mort de Totò. Le protagoniste était censé être Eduardo De Filippo qui jouait l'un des rois mages : Épiphanie, en route vers la grotte de Bethléem pour rendre visite au Messie, mais il est arrivé en retard à cause de ses mésaventures et il est mort de désespoir. En 1996, le réalisateur Sergio Citti, un ami de Pasolini, s'est inspiré de cette idée pour tourner I magi randagi (litt. « Les mages errants ») avec Silvio Orlando, Laura Betti, Franco Citti et Ninetto Davoli. L'intrigue du film, semblable au scénario de Porno-Théo-Kolossal, raconte les aventures tragi-comiques d'une troupe de théâtre qui a toutes les peines du monde à mettre en scène la Nativité de Jésus-Christ. 

### La lettre à Eduardo De Filippo
« Cher Eduardo, voici enfin sous forme écrite le film dont je te parle à présent depuis des années. En substance, il y a tout. Il manque encore les dialogues, encore provisoires, parce que je compte beaucoup sur ta collaboration, éventuellement improvisée lorsque nous tournons. Je te confie complètement Épiphanie : par a priori, par parti-pris, par choix. Épiphanie c'est toi. Le « toi » du rêve, apparemment idéalisé, en fait réel. J'ai dit que le texte est écrit. En réalité ce n'est pas ainsi. En fait, je l'ai dicté au magnétophone (pour la première fois de ma vie). Pour cela, il reste, au moins du point de vue linguistique, oral. Tu te rendras de suite compte, en le lisant, qu'il semble quelque un peu plombé, répétitif, pédant. N'y prête pas attention. Il m'était impossible, pour des raisons pratiques, de faire autrement. Moi-même, je l'ai lu entièrement aujourd'hui, il y a peu, pour la première fois. Et j'en ai été traumatisé : retourné par son engagement « idéologique », justement, de « poème », et écrasé pas son ampleur organisationnelle. J'espère, avec toute ma passion, que non seulement le film te plaise et que tu acceptes de le faire : mais aussi que tu m'aides et m'encourages à affronter une pareille entreprise. Je t'embrasse avec affection, ton Pier Paolo. »

— Pier Paolo Pasolini, Lettre à Eduardo De Filippo